# Voedselrellen in Vlaanderen 1847
Voedselrellen in Vlaanderen deden zich omstreeks 1847 in verschillende Vlaamse steden voor. 
Aanleiding van de rellen waren de grote werkloosheid, de lage lonen en de stijgende voedselprijzen in de jaren 1840. De hongersnood was zo groot dat sommige mensen strafbare feiten pleegden om in de gevangenis terecht te komen opdat ze niet van honger hoefden te sterven. 
De oogst in 1847 mislukte voor de tweede maal en de prijzen stegen tot ongekende hoogte - voor tarwe en rogge een verdrievoudiging ten opzichte van 1840. Dit was de aanleiding voor talloze voedselrellen. Daarbij waren bakkers vaak het slachtoffer, hoewel zij soms, om het tij te keren, gratis brood verstrekten.
In maart 1847 werd in Brugge een bakker door een grote menigte verjaagd en zijn winkel geplunderd. Het feit dat hij vermoedelijk speculeerde speelde daarbij zeker een rol. Ook in Gent braken enkele maanden later heftige voedselrellen uit waarbij eveneens bakkerijen werden geplunderd. 

## Bron
- De door de politierechter geregistreerde criminaliteit tijdens het crisisdecennium in Lokeren, 1840-1850 door Annelies Coppieters, Scriptie tot het behalen van de graad van Licentiaat in de geschiedenis, Universiteit Gent